# Капитоловка
Капито́ловка (укр. Капитолівка), село, Капитоловский сельский совет, Изюмский район, Харьковская область.
Население по переписи 2001 года составляло 1485 (711/774 м/ж) человек.
Являлось до 2021 года административным центром Капито́ловского сельского совета, в который, кроме того, входит село
Диброва.

## Географическое положение
Село Капитоловка находится на расстоянии в 1 км от города Изюм (в 3 км от станции Изюм), примыкает к селу Диброва (Дубрава).
На расстоянии в 1 км проходит железная дорога, станция Подгорки.
К селу примыкает большой лесной массив (сосна).

## Происхождение названия
Местная легенда гласит, что здешний пан-поляк Янох имел двух красавиц-дочерей. Родительская любовь вдохновила его увековечить имена девушек. Село Черемушное получило название Капитольск в честь Капитолины, а построенная церковь — Святой Варвары (покровительницы второй дочери).
Народные предания имеют под собой определенную историческую подоплеку, хотя и далеки от действительности. Ту цервку возводили на средства помещицы вдовы майора Капитолины Енохиной и генерал-лейтенанта Петра Степановича Котляревского. Его жена — Варвара Ивановна умерла от тяжелых родов,19 лет от роду. И церковь строилась в память о ней. Капитолина — мать Варвары (а Капитоловка названа именно в честь своей помещицы).

## История
Капитоливка впервые упоминается в 1779 году как деревня Черемошная. Рядом с селом была деревня «Моросовка», которая ввошла в состав Капитоловки в двадцатом веке.
В ходе Великой Отечественной войны в 1941 году село было оккупировано немецкими войсками, 4 февраля 1943 года Капитоловку освободила 267-я стрелковая дивизия РККА.
- 1968 год - построена общеобразовательная школа на 180 мест.
- В 1976 году в селе были 597 дворов и проживали 1756 человек.[3]
- 1987 год - начал производство Изюмский комбинат хлебопродуктов (ИГКХП).
- 1987-88 год - сдано в эксплуатацию пять 32-квартирных жилых домов.
- 1990 год - построен детский сад «Малятко» на 140 мест.
- 1990 год - село полностью газифицировано.
- 2007 год - открыто новое здание сельской библиотеки.

## Экономика
- Большая молочно-товарная ферма совхоза "Красный Оскол" с отстойниками (была при СССР).
- Хлебный элеватор с отдельной железнодорожной веткой.
- Изюмский межрайагроснаб, ОАО.
- Изюмский комбинат хлебопродуктов

## Объекты социальной сферы
- Школа.
- Детский сад.
- Библиотека.
- Амбулатория.
- Ставок.

## Достопримечательности
- Братская могила павших в 1943 году советских воинов.
- Памятник советским воинам «Меч» (автор Григорий Шабельник).

## Религия
- Церковь Святой Варвары построена в 1823 году[4].